# David Live
Albums de David Bowie
Diamond Dogs
(1974) Young Americans
(1975)
Singles
1. Knock on Wood
Sortie : septembre 1974
2. Rock 'n' Roll with Me
Sortie : septembre 1974

David Live est un album live de David Bowie sorti en octobre 1974 chez RCA Records.
Il provient d'une série de cinq concerts donnés du 8 au 12 juillet de la même année au Tower Theater (en) d'Upper Darby, dans la banlieue de Philadelphie, aux États-Unis. Ces concerts s'inscrivent dans le cadre du Diamond Dogs Tour, tournée de promotion de l'album Diamond Dogs. Le chanteur y réinvente son répertoire dans de nouveaux arrangements teintés de soul et de funk.
Il se classe no 2 au Royaume-Uni et no 8 aux États-Unis.

## Histoire
Quelques années plus tard, dans une interview pour Melody Maker, Bowie commente : « Et cette photo. Sur la pochette. Mon Dieu, on dirait que je sors tout juste de la tombe. C'est comme ça que je me sentais, en fait. Ce disque aurait dû s'appeler David Bowie Is Alive and Well and Living Only in Theory. » C'est un clin d'œil à la comédie musicale Jacques Brel Is Alive and Well and Living in Paris, Bowie ayant repris quelques chansons de Jacques Brel au début des années 1970.

## Fiche technique

### Chansons

#### Album original
Toutes les chansons sont écrites et composées par David Bowie, sauf mention contraire.
| 1. | 1984             | 3:20 |
| 2. | Rebel Rebel      | 2:40 |
| 3. | Moonage Daydream | 5:10 |
| 4. | Sweet Thing      | 8:48 |

| 5. | Changes             | 3:34 |
| 6. | Suffragette City    | 3:45 |
| 7. | Aladdin Sane        | 4:57 |
| 8. | All the Young Dudes | 4:18 |
| 9. | Cracked Actor       | 3:29 |

| 10. | When You Rock 'n' Roll with Me | David Bowie, Warren Peace  | 4:18 |
| 11. | Watch That Man                 |                            | 4:55 |
| 12. | Knock on Wood                  | Eddie Floyd, Steve Cropper | 3:08 |
| 13. | Diamond Dogs                   |                            | 6:32 |

| 14. | Big Brother           | 4:08 |
| 15. | Width of a Circle     | 8:12 |
| 16. | Jean Genie            | 5:13 |
| 17. | Rock 'n' Roll Suicide | 4:30 |

#### Rééditions
En 1990, David Live a été réédité au format CD par Rykodisc/EMI avec trois pistes supplémentaires à la fin du deuxième CD :
| 1. | Knock on Wood                      | Eddie Floyd, Steve Cropper                                                                                    | 3:08 |
| 2. | Diamond Dogs                       | | 6:32 |
| 3. | Big Brother                        | | 4:08 |
| 4. | The Width of a Circle              | | 8:12 |
| 5. | The Jean Genie                     | | 5:13 |
| 6. | Rock 'n' Roll Suicide              | | 4:30 |
| 7. | Band Intro (inédit)                | | 0:09 |
| 8. | Here Today, Gone Tomorrow (inédit) | Leroy Bonner, Joe Harris, Marshall Jones, Ralph Middlebrooks, Dutch Robinson, Clarence Satchell, Gary Webster | 3:32 |
| 9. | Time (inédit)                      | | 5:19 |

En 2005, une nouvelle réédition est parue chez EMI/Virgin. Entièrement remixée par Tony Visconti, elle comprend deux titres supplémentaires par rapport à la réédition de 1990. Le contenu du deuxième CD est également réorganisé pour correspondre au déroulement véritable des concerts de Bowie :
| 1.  | Knock on Wood             | Eddie Floyd, Steve Cropper                                                                                    | 3:08 |
| 2.  | Here Today, Gone Tomorrow | Leroy Bonner, Joe Harris, Marshall Jones, Ralph Middlebrooks, Dutch Robinson, Clarence Satchell, Gary Webster | 3:32 |
| 3.  | Space Oddity (inédit)     | | 6:27 |
| 4.  | Diamond Dogs              | | 6:32 |
| 5.  | Panic in Detroit (inédit) | | 5:41 |
| 6.  | Big Brother               | | 4:08 |
| 7.  | Time                      | | 5:19 |
| 8.  | The Width of a Circle     | | 8:12 |
| 9.  | The Jean Genie            | | 5:13 |
| 10. | Rock 'n' Roll Suicide     | | 4:30 |
| 11. | Band Intro                | | 0:09 |

Le coffret Who Can I Be Now? (1974–1976), sorti en 2016, inclut les deux versions de l'album, celle de 1974 et celle de 2005.

### Interprètes
- David Bowie : chant
- Earl Slick : guitare
- Herbie Flowers : basse
- Michael Kamen : piano électrique, synthétiseur Moog, hautbois, arrangements
- Mike Garson : piano, mellotron
- Tony Newman : batterie
- Pablo Rosario : percussions
- David Sanborn : saxophone alto, flûte
- Richard Grando : saxophone baryton, flûte
- Gui Andrisano, Warren Peace : chœurs

### Équipe de production
- Tony Visconti : production

### Classements et certifications
| Pays (classement)             | Meilleure position |
| ----------------------------- | ------------------ |
| Australie (Kent Music Report) | 9                  |
| Canada (RPM)                  | 5                  |
| États-Unis (Billboard 200)    | 8                  |
| Norvège (VG-lista)            | 12                 |
| Royaume-Uni (UK Albums Chart) | 2                  |

| Pays (classement)             | Meilleure position |
| ----------------------------- | ------------------ |
| Pays-Bas (Mega Album Top 100) | 89                 |
| Royaume-Uni (UK Albums Chart) | 94                 |

| Pays              | Certification | Date            | Ventes certifiées |
| ----------------- | ------------- | --------------- | ----------------- |
| États-Unis (RIAA) | Or            | 7 novembre 1974 | 500 000           |